# وريد تناسلي
في الطب، الوريد التناسلي هو الوعاء الدموي الذي يقوم بنقل الدم من الغدد التناسلية (خصية، مبيض) إلى القلب، ويسمى:
- في الإناث: الوريد المبيضي
- وفي الذكور: الوريد الخصوي

الوريد التناسلي الأيسر يصرّف الدم إلى الوريد الكلوي الأيسر، بينما يقوم الوريد الأيمن بالتصريف مباشرة إلى الوريد الأجوف السفلي.